# Moniliformis spiradentatis
Moniliformis spiradentatis är en hakmaskart som beskrevs av David S. McLeod 1933. Moniliformis spiradentatis ingår i släktet Moniliformis och familjen Moniliformidae. Inga underarter finns listade i Catalogue of Life.